# أحمد أبو السكر
أحمد جبارة أبو السكر (1936-16 تموز 2013) أسير فلسطيني سابق وعميد الأسرى الفلسطينيين حيث أمضى 27 عاماً في السجون الإسرائيلية.

## حياته
ولد أبو السكر عام 1936 في بلدة ترمسعيا شمال مدينة رام الله، له ستة أبناء، و في خمسينات القرن الماضي سافر إلى أمريكا الجنوبية للعمل هناك ثم انتقل إلى الولايات المتحدة واستقر في نيوجيرسي وعمل في التجارة 

## الإعتقال
إتهمته إسرائيل بتنفيذ عملية «الثلاجة» في ميدان صهيون وسط القدس في عام 1975 والتي قتل فيها 13 إسرائيلياً، وقد أصدرت محكمة رام الله العسكرية حينها حكمها المؤبد و30 عاماً أخرى، وقد أفرج عنه في العام 2003 بطلب شخصي من الرئيس الفلسطيني السابق ياسر عرفات.

## وفاته
توفي مساء الثلاثاء 16 تموز 2013 إثر اصابته بنوبة قلبية.